# Stolpen
Stolpen (česky zastarale Sloupno) je město v německé spolkové zemi Sasko. Nachází se v zemském okrese Saské Švýcarsko-Východní Krušné hory asi 25 km východně od Drážďan a má přibližně 5 500 obyvatel. Město se nachází asi 4,5 km od severní hranice Národního parku Saské Švýcarsko a zhruba 15 kilometrů západně od nejbližší české obce Dolní Poustevny, ležící přímo na hranicích se SRN.

## Historie
Dominantou městečka je hrad Stolpen, vybudovaný na impozantním čedičovém skalním suku. První písemná zmínka o tomto hradě je z roku 1222, kdy jej i s přilehlým panstvím vlastnili míšeňští biskupové. Stolpenské Staré Město (něm. Stolpen - Altstadt), které se původně jmenovalo Jochgrim (nebo také Jockrim či Jockgrim), obdrželo městská práva v roce 1276. Poté, kdy bylo toto sídlo v roce 1429 zničeno husity, bylo vybudováno nové město blíže k hradnímu areálu a od něj také převzalo jméno Stolpen.

## Správní členění
Stolpen se dělí na 6 místních částí.
- Heeselicht
- Helmsdorf
- Langenwolmsdorf
- Lauterbach
- Rennersdorf-Neudörfel
- Stolpen

## Turismus
Největším magnetem pro turisty je hrad Stolpen, který byl zpřístupněn veřejnosti již v roce 1877. Pro obyvatele i návštěvníky je ve Stolpenu pořádáno mnoho kulturních a společenských akcí, z nichž patří k nejznámějším Historické městské slavnosti, konané každoročně koncem května. V polovině července jsou pořádány Hradní slavnosti. Podrobné informace jsou publikovány nejen německy, ale i česky a polsky na webu města Stolpenu.

## Starostovské volby 2022
Ve starostovských volbách 12. června 2022 byl starostou zvolen Maik Hirdina, který získal 95,5 % hlasů.

## Partnerská města a obce
- Hilzingen, Bádensko-Württembersko
- Amöneburg, Hesensko
- Garching an der Alz, Bavorsko
- Jockgrim, Porýní-Falc
- Sipplingen, Bádensko-Württembersko
- Sloup v Čechách, Česko